# Cattleya jongheana
Cattleya jongheana là một loài thực vật có hoa trong họ Lan. Loài này được (Rchb.f.) Van den Berg mô tả khoa học đầu tiên năm 2008.

## Hình ảnh

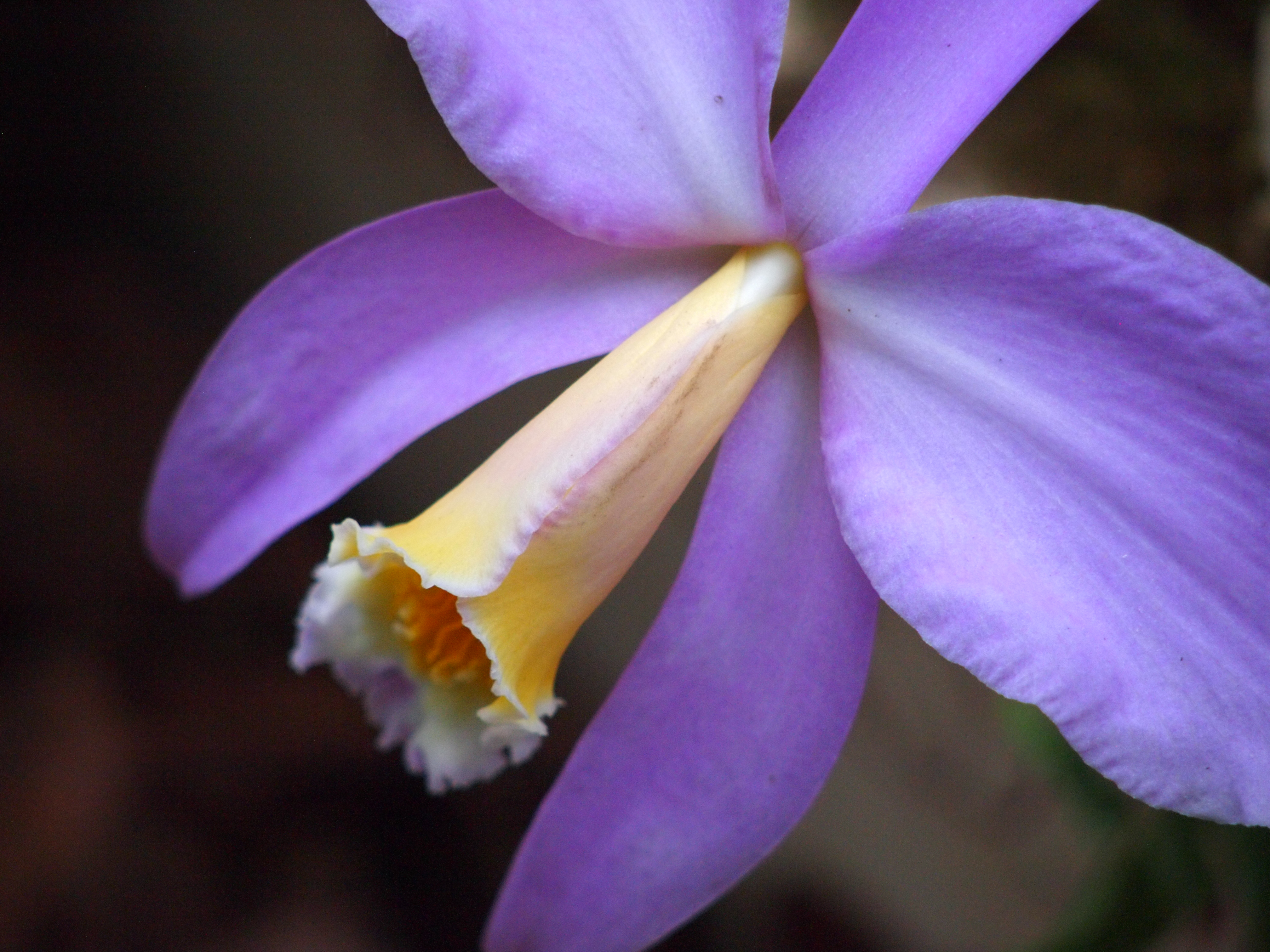
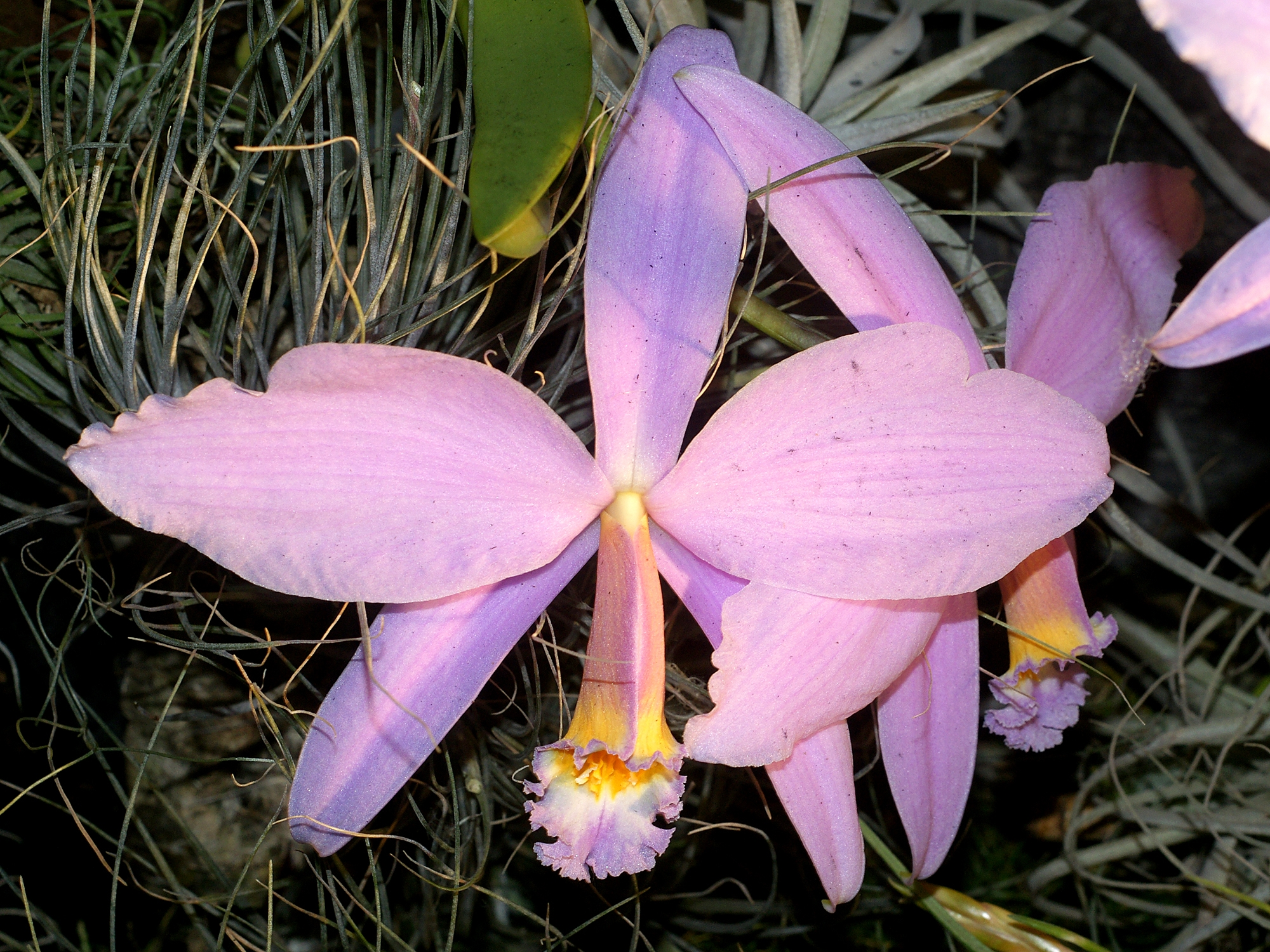
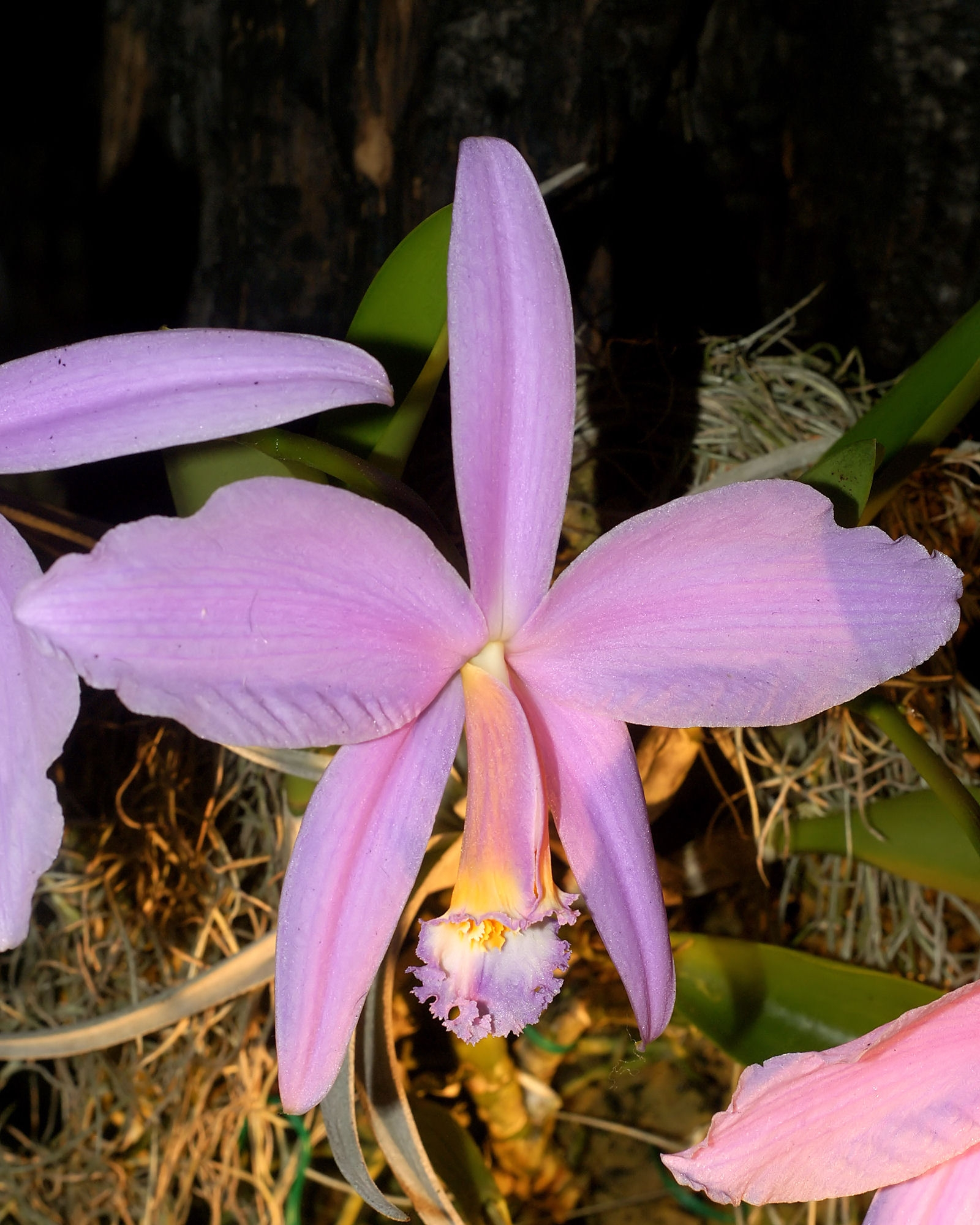